# Nick Balletto
Dominic „Nick“ F. Balletto junior ist ein US-amerikanischer Politiker und seit Januar 2015 Vorsitzender der Demokratischen Partei von Connecticut.

## Leben
Balletto war von 1988 bis 1989 Mitglied im Stadtrat (Board of Aldermen) von New Haven. Von 1996 bis 2002 war er Vorsitzender des New Haven Democratic Town Committee und stand damit dem Ortsverband der Demokratischen Partei in New Haven vor. Bei den Präsidentschaftswahlen 1996 und 2000 fungierte er jeweils als Wahlmann im Electoral College.
2011 wurde er zum stellvertretenden Vorsitzenden der Demokratischen Partei von Connecticut gewählt. Vor seiner Wahl in dieses Amt war Balletto Mitglied im Democratic State Central Committee sowie im New Haven Democratic Town Committee. Des Weiteren war er Delegierter auf der Democratic National Convention. Im Januar 2015 löste er Nancy DiNardo als Vorsitzende der Demokratischen Partei von Connecticut ab, während DiNardo ihrerseits stellvertretende Vorsitzende wurde.
Neben seiner politischen Tätigkeit arbeitete Balletto als Buchhalter. 1994 gründete er dazu das Unternehmen Balletto, Shariff & Associates. Seit 1996 ist er einer der Connecticut State Marshals für New Haven County.